# Chāh-e Khesht
Chāh-e Khesht (persiska: چاه خشت) är en ort i Iran.   Den ligger i provinsen Khorasan, i den östra delen av landet, 800 km öster om huvudstaden Teheran. Chāh-e Khesht ligger 885 meter över havet och antalet invånare är 260.
Terrängen runt Chāh-e Khesht är platt åt sydväst, men åt nordost är den kuperad. Runt Chāh-e Khesht är det glesbefolkat, med 10 invånare per kvadratkilometer. Det finns inga andra samhällen i närheten. Trakten runt Chāh-e Khesht är ofruktbar med lite eller ingen växtlighet.